# Articulação em sela
Em uma articulação em sela ou selar as superfícies opostas são reciprocamente côncavas e convexas. 

## Movimentos
Os movimentos são os mesmos de uma articulação condilar; ou seja: flexão, extensão, adução, abdução e circundação, mas não é permitido nenhuma rotação do eixo.  Articulações em sela são considerada biaxiais, permitindo movimento nos planos frontal e sagital.

## Exemplos
O melhor exemplo é a articulação carpometacarpal do polegar. Outro exemplo é a articulação esternoclavicular.